# Monteleone di Spoleto
Monteleone di Spoleto est une commune italienne de la province de Pérouse dans la région Ombrie en Italie.

## Culture
- Char de Monteleone

## Administration
| Période                                  | Période | Identité | Étiquette | Qualité |
| ---------------------------------------- | ------- | -------- | --------- | ------- |
|                                          |         |          |           |         |
| Les données manquantes sont à compléter. |         |          |           |         |

### Hameaux
Butino, Rescia, Ruscio, Trivio

### Communes limitrophes
Cascia, Ferentillo, Leonessa, Poggiodomo, Sant'Anatolia di Narco, Scheggino